# Emil Ermatinger
Emil Ermatinger, född 21 maj 1873, död den 17 september 1953, var en schweizisk litteraturhistoriker.
Ermatinger var från 1912 professor vid Zürichs universitet. Förutom översiktsverket Die deutsche Lyrik in ihrer geschichtlichen Entwicklung von Herder bis zur Gegenwart (2 band, 1921) har Ermatinger främst utgett estetiskt-metodologiska arbeten. Han har bland annat intresserat sig för Goethes och Gottfried Kellers författarskap.